# Огняново (Благоевградская область)
Огняново (болг. Огняново) — село в Благоевградской области Болгарии. Входит в состав общины Гырмен. Находится примерно в 2 км к северо-западу от центра села Гырмен и примерно в 73 км к юго-востоку от центра города Благоевград. По данным переписи населения 2011 года, в селе  проживало 1634 человека.

## Население
| Год     | 1934 | 1946 | 1956 | 1965 | 1975 | 1985 | 1992 | 2001 | 2011 |
| ------- | ---- | ---- | ---- | ---- | ---- | ---- | ---- | ---- | ---- |
| Жителей | 1134 | 1373 | 1414 | 1408 | 1417 | 1661 | 1688 | 1694 | 1634 |

| Национальность  | Человек | Процент |
| --------------- | ------- | ------- |
| болгары         | 1177    | 83,3%   |
| турки           | 33      | 2,34%   |
| цыгане          | 178     | 12,6%   |
| другие          | 9       | 0,64%   |
| не определились | 16      | 1,13%   |
| Всего ответов   | 1413    |         |

|  |